# Samuel Chukwueze
Samuel Chimerenka Chukwueze, conhecido apenas como Chukwueze (Umuahia, 22 de maio de 1999) é um futebolista nigeriano que atua como ponta-direita. Atualmente, joga pelo Milan.

## Carreira

### Início
Chukwueze nasceu no estado de Abia, na capital Umuahia. Ele é descendente de Ibos e foi criado em uma família cristã, sendo os mais velho, com um irmão e uma irmã mais novos. Frequentou a Government College Umuahia e a Evangel Secondary School. Começou a jogar futebol aos 8 anos e admirava Jay-Jay Okocha como seu ídolo do futebol enquanto crescia. Foi treinado por Victor Apugo, a quem ele via como um pai, conforme declarado em sua entrevista anterior.

### Villarreal B
Chukwueze juntou-se ao juvenil do Villarreal CF em 2017, vindo da Diamond Football Academy, de seu país. Depois de ser inicialmente designado para o Juvenil A do clube, foi selecionado para o banco de reservas da equipe pela primeira vez no dia 15 de abril de 2018, entrando no 2° tempo no lugar de Sergio Lozano no empate fora de casa por 1 a 1 contra o CE Sabadell, em jogo da Segunda Division B.
Chukwueze marcou seu primeiro gol profissional em 20 de maio de 2018, marcando o segundo de sua equipe na vitória por 3 a 1 sobre o Atlético de Bilbao B. Fez 2 gols em 11 partidas durante sua primeira temporada, já que sua equipe perdeu a promoção no play-off.

### Villarreal
Chukwueze fez sua estreia na equipe principal em 20 de setembro de 2018, substituindo Nicola Sansone no empate por 2–2 com o Rangers, em jogo da Liga Europa da UEFA de 2018–19. Fez sua estreia na La Liga em 5 de novembro de 2018, jogando os 90 minutos do empate de 1 a 1 contra o Levante, para a La Liga de 2018–19.
Em abril de 2019, ele ganhou o prêmio de Jovem Jogador do Ano de 2018, da Federação Nigeriana de Futebol.
Em 30 de julho, revelado como uma das 50 promessas jovens no futebol mundial pelo site oficial da UEFA, com um valor de cerca de $ 33 milhões.
Esteve no elenco campeão da Liga Europa de 2020–21 com o Villareal, 1° título do clube na competição.

## Seleção nigeriana

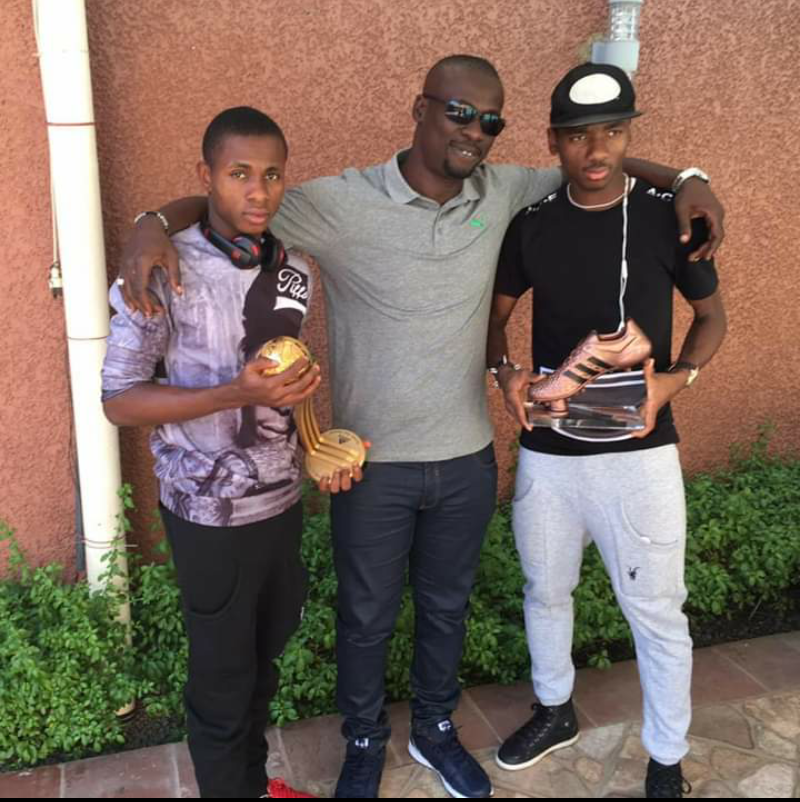
Chukwueze com Nwakali (Respectivamente Chuteira de Bronze e Bola de Ouro da Copa do Mundo FIFA Sub-17 de 2015, mas neste foto, um estava com treino um do outro) com o treinador Victor Apugo.

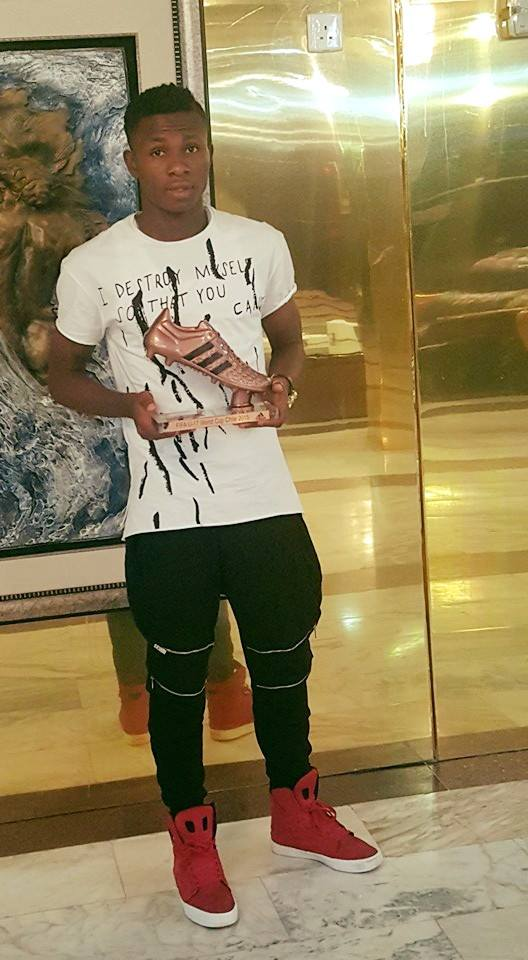
Chukwueze com o seu prêmio de chuteira de bronze da Copa do Mundo Sub-17 de 2015.

### Seleção Nigeriana
Depois de jogar pela Nigéria Sub-17, ele foi convocado pela primeira vez para a seleção principal em outubro de 2018. Sua estreia pela seleção nigeriana principal foi em 20 de novembro de 2018, um 0 a 0 contra Uganda.
Em maio de 2019, Chukwueze foi convidado a representar a seleção principal da Nigéria na Campeonato das Nações Africanas e a seleção Sub-20 na Copa do Mundo Sub-20. No entanto, o seu clube Villarreal disse que só poderia jogar em um dos torneios. Ele fez parte da seleção nigeriana para a Copa das Nações Africanas de 2019, sediada no Egito. Ele marcou seu primeiro gol pela seleção principal na vitória por 2 a 1 sobre a África do Sul, nas quartas de final.

## Estilo de jogo
Seu estilo de jogo foi comparado a Arjen Robben, por causa de seu conjunto de habilidades.

## Estatísticas
Atualizadas até dia 30 de maio de 2021.[carece de fontes?]

### Clubes
| Club              | Temporada         | Campeonato Nacional | Campeonato Nacional | Campeonato Nacional | Copa Nacional | Copa Nacional | Copa Nacional | Campeonato Continental | Campeonato Continental | Campeonato Continental | Outros torneios | Outros torneios | Outros torneios | Total | Total | Total   |
| Club              | Temporada         | Jogos               | Gols                | Assist.             | Jogos         | Gols          | Assist.       | Jogos                  | Gols                   | Assist.                | Jogos           | Gols            | Assist.         | Jogos | Gols  | Assist. |
| ----------------- | ----------------- | ------------------- | ------------------- | ------------------- | ------------- | ------------- | ------------- | ---------------------- | ---------------------- | ---------------------- | --------------- | --------------- | --------------- | ----- | ----- | ------- |
| Villarreal B      | 2017–18           | 11                  | 2                   | 1                   | —             | —             | —             | —                      | —                      | —                      | —               | —               | —               | 11    | 2     | 1       |
| Villarreal B      | 2018–19           | 9                   | 2                   | 1                   | —             | —             | —             | —                      | —                      | —                      | —               | —               | —               | 9     | 2     | 1       |
| Villarreal B      | Total             | 20                  | 4                   | 2                   | 0             | 0             | 0             | 0                      | 0                      | 0                      | 0               | 0               | 0               | 20    | 4     | 2       |
| Villarreal        | 2018–19           | 26                  | 5                   | 2                   | 3             | 2             | 0             | 9                      | 1                      | 1                      | —               | —               | —               | 38    | 8     | 3       |
| Villarreal        | 2019–20           | 37                  | 3                   | 5                   | 4             | 1             | 1             | —                      | —                      | —                      | —               | —               | —               | 41    | 4     | 6       |
| Villarreal        | 2020–21           | 28                  | 4                   | 3                   | 1             | 0             | 1             | 11                     | 1                      | 4                      | —               | —               | —               | 40    | 5     | 8       |
| Villarreal        | Total             | 91                  | 12                  | 10                  | 8             | 3             | 2             | 20                     | 2                      | 5                      | 0               | 0               | 0               | 119   | 17    | 17      |
| Total na carreira | Total na carreira | 111                 | 15                  | 12                  | 8             | 3             | 2             | 20                     | 2                      | 5                      | 0               | 0               | 0               | 139   | 21    | 19      |

- a.^ Jogos da Copa del Rey
- b.^ Jogos da Liga Europa da UEFA

### Seleção

##### Atualizadas até dia 30 de março de 2021.[carecede fontes?]
| Seleção | Ano   | jogos | Gols |
| ------- | ----- | ----- | ---- |
| Nigéria | 2018  | 1     | 0    |
| Nigéria | 2019  | 12    | 2    |
| Nigéria | 2020  | 4     | 1    |
| Nigéria | 2021  | 2     | 0    |
| Total   | Total | 19    | 3    |

#### Gols pela Seleção
| No. | Data                   | Estádio                                      | Adversário    | Gol | Resultado | Competição                                             |
| --- | ---------------------- | -------------------------------------------- | ------------- | --- | --------- | ------------------------------------------------------ |
| 1.  | 10 de julho de 2019    | Estádio Internacional do Cairo, Cairo, Egito | África do Sul | 1–0 | 2–1       | Copa das Nações Africanas de 2019                      |
| 2.  | 17 de novembro de 2019 | Estádio de Sesoto, Maseru, Lesoto            | Lesoto        | 2–1 | 4–2       | Qualificações para a Copa das Nações Africanas de 2021 |
| 3.  | 13 de novembro de 2020 | Estádio Obge, Cidade do Benim, Nigéria       | Serra Leoa    | 4–0 | 4–4       | Qualificações para a Copa das Nações Africanas de 2021 |

## Títulos

### Clubes

#### Villarreal
- Liga Europa de 2020–21

### Seleção

#### Nigéria Sub-17
- Copa do Mundo Sub-17: 2015

### Prêmios individuais
- Chuteira de bronze da Copa do Mundo Sub-17 de 2015
- Jogador mais influente de ano de 2016 pela DFA: 2016
- Jogador mais valioso da Copa pela MCL: 2016
- "50 for the future" da UEFA: 2019-20